# Sainte-Victoire-de-Sorel
Pour les articles homonymes, voir Sainte-Victoire et Sorel.
Sainte-Victoire-de-Sorel est une municipalité du Québec située dans la MRC de Pierre-De Saurel en Montérégie. L'agriculture est l'activité principale des Victoiriens.

## Toponymie

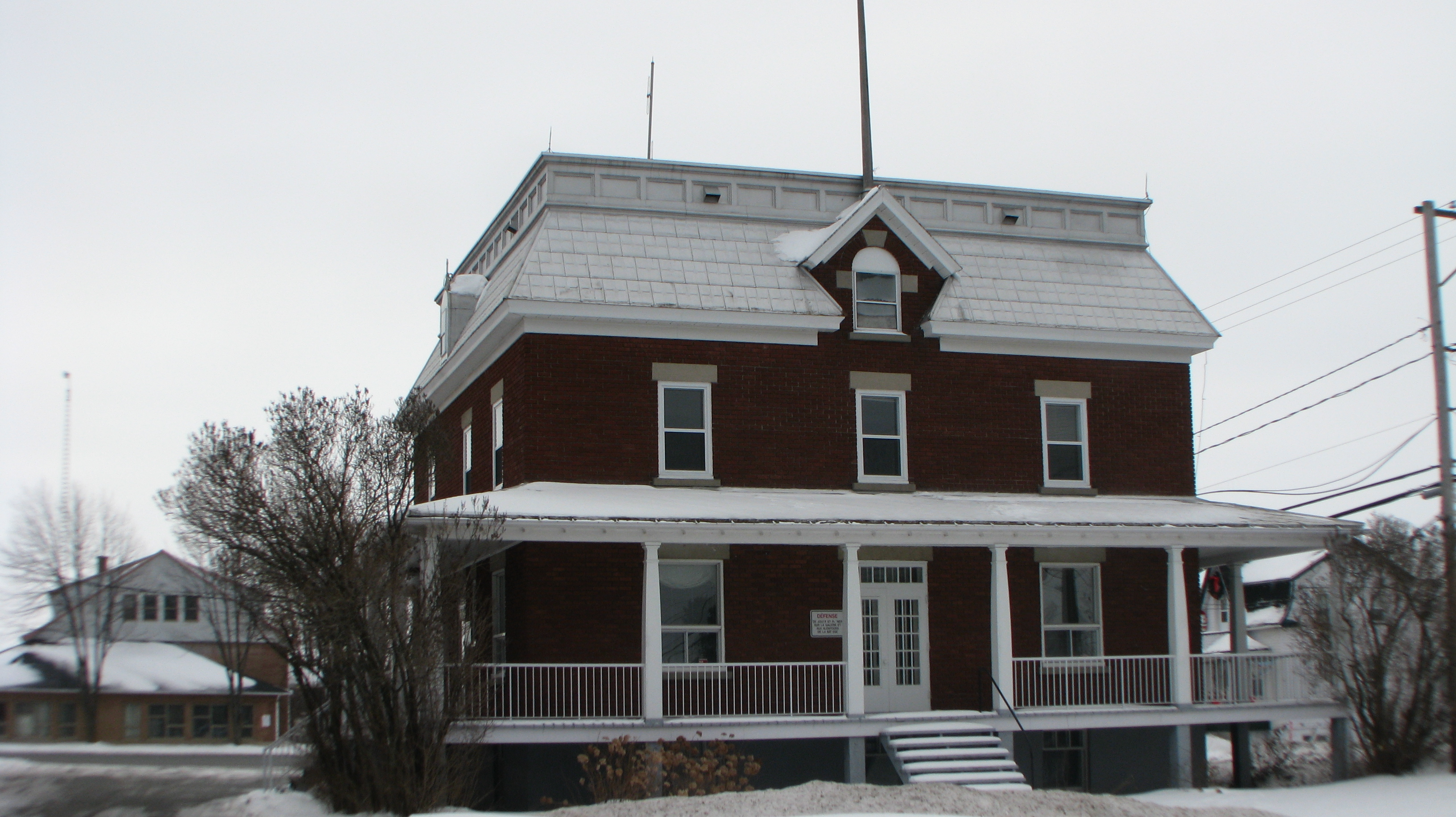
Presbytère

Selon la Commission de toponymie du Québec : « Celle-ci peut trouver son origine dans le fait que la reine Victoria occupe le trône depuis 1837 » et « Le constituant Sorel, qui souligne que Sainte-Victoire faisait partie intégrante jadis de la seigneurie de Sorel, concédée en 1666, puis en 1672 à Pierre de Saurel, sera adjoint à la dénomination municipale en 1964 ».

## Histoire
Le 24 avril 2010, la municipalité de la paroisse de Sainte-Victoire-de-Sorel change son statut pour municipalité de Sainte-Victoire-de-Sorel.

## Géographie
La rivière Richelieu délimite le nord-ouest de la municipalité en coulant vers le nord-est.
À partir de son crénon, dans le sud-ouest, rivière Pot au Beurre coule vers le nord-est. 
La rivière Lemoine en traverse le sud-ouest jusqu'à sa confluence avec la rivière Pot au Beurre. 
À partir de son crénon, dans le sud-ouest, la Petite rivière Bellevue (en) coule vers le sud-ouest jusqu'à sa confluence rive droite avec la rivière Lemoine. 

## Démographie

### Population
| 1991  | 1996  | 2001  | 2006  | 2011  | 2016  | 2021  |
| ----- | ----- | ----- | ----- | ----- | ----- | ----- |
| 2 146 | 2 318 | 2 321 | 2 410 | 2 501 | 2 461 | 2 457 |

Langue maternelle (2006)
| Language            | Population | Pct (%)  |
| ------------------- | ---------- | -------- |
| Français seulement  | 2 405      | 100,00 % |
| Anglais seulement   | 0          | 0,00 %   |
| Français et anglais | 0          | 0,00 %   |
| Autres langues      | 0          | 0,00 %   |

## Administration
Les élections municipales se font en bloc pour le maire et les six conseillers.
| Sainte-Victoire-de-Sorel Maires depuis 2003                                                                           |                        |         |          |
| Élection | Maire                  | Qualité | Résultat |
| 2003 | Solange Cournoyer      |         | Voir     |
| 2005 | Solange Cournoyer      | Voir    |          |
| 2009 | Solange Cournoyer      | Voir    |          |
| 2013 | Jean-François Villiard |         | Voir     |
| 2017 | Michel Aucoin          |         | Voir     |
| 2021 | Michel Aucoin          | Voir    |          |
| Élection partielle en italique Depuis 2005, les élections sont simultanées dans toutes les municipalités québécoises. |                        |         |          |